# Contrat de société en droit français
En droit français, le contrat de société est un acte juridique, par lequel un ou plusieurs associés conviennent d'affecter des apports à une entreprise commune, en vue de réaliser et de partager des bénéfices, ou de profiter des économies qui en résultent. Ce contrat spécial est défini à l'article 1832 du Code civil, et régi par des dispositions spécifiques du Code civil et du Code de commerce, selon la forme de la société.

## Histoire
L'un des premiers textes à donner des garanties au Contrat de société en droit français sur le plan comptable, favorisant l'association en limitant les risques, fut la Loi du 24 juillet 1867 sur les sociétés commerciales.

## Les conditions de validité

### Les conditions générales de validité des contrats

#### Le consentement des associés
Le consentement est à l'origine du contrat. Le consentement des associés doit être réel, sincère et non simulé sinon on se trouve en présence d'un associé de complaisance ou d'un prête-nom.
De plus, le consentement ne doit pas être vicié c'est-à-dire entaché d'erreur, de dol, de violence et de lésion. Les fondateurs dressent une promesse de société en attendant de confirmer leur volonté de contracter. Généralement, les vices du consentement sont invoqués dans les cessions de parts sociales ou dans une augmentation du capital..

##### L'erreur
La jurisprudence a admis à plusieurs reprises la nullité pour erreur d'un contrat de société. Mais elle a considéré que l'erreur invoquée devait porter soit sur la substance, soit sur la personne.
Elle admet l'erreur sur la substance lorsque l'un des associés avait commis une erreur sur l'étendue de sa responsabilité aux dettes de la société (par exemple, quelqu'un qui pensait que c'était une société de capitaux alors que c'était une société de personnes) ou encore une erreur sur la nature de l'apport réalisé (par exemple, un associé qui croyait que son apport était un apport de jouissance alors qu'en réalité le contrat mettait à sa charge un apport en pleine propriété ; avec l'apport en jouissance, l'associé ne perdait pas la qualité de propriétaire du bien).
La Cour de Cassation admet l'erreur sur la personne, bien qu'elle soit un moyen peu invoqué devant cette cour, lorsque l'erreur avait un caractère déterminant du consentement. Dans la pratique, cette erreur est invoquée pour les sociétés de personnes caractérisées par un fort intuitu personæ

##### Le dol
Il faut qu'il y ait eu des manœuvres dolosives déterminantes du consentement.
Lorsque le vice du consentement est établi il emporte la nullité du contrat de société. Toutefois, pour certains types de sociétés, cette règle est inversée. En effet l'article L235-1 du code de commerce  prévoit qu'en ce qui concerne les SARL et les Sociétés par actions, la nullité de la société ne peut résulter d'un vice du consentement à moins que celui-ci n'atteigne tous les associés fondateurs (signataires du contrat).
Ainsi la règle est inversée, la nullité pour vice du consentement est l'exception, la preuve du vice ne suffit plus il faut prouver également que tous les associés ont leur consentement vicié.

#### La capacité
En principe toute personne physique comme morale peut adhérer à une société. Mais il existe des incapacités différentes selon le type de sociétés (en ce qui concerne les mineurs, les époux, les étrangers, les personnes interdites).

#### L'objet social
En matière de contrat de société, l'objet social est « le type d'activité choisi par la société dans ses statuts » et correspond à l'entreprise commune visée par l'article 1832 du Code civil. L'objet social se distingue de la cause de la constitution de la société, à savoir l'enrichissement des associés qui peut résulter du partage des bénéfices, ou des économies réalisées. L'objet social doit être licite et déterminé. La licéité de l'objet social s'entend de sa conformité à l'ordre public et aux bonnes mœurs. La détermination de l'objet social correspond au respect du principe statutaire des sociétés, selon lequel la sphère d'activité des sociétés « est limitée à l'objet en vue duquel elles ont été créées ». Les praticiens s'efforcent de formuler l'objet social de la façon la plus extensive afin d'éviter d'avoir à modifier les statuts, mais cette pratique emporte des risques supplémentaires pour les associés.

### Les conditions spécifiques au contrat de société

#### La pluralité d'associés
Cette condition n'est pas obligatoire pour la constitution des sociétés unipersonnelles. Deux personnes au minimum sont exigées pour la constitution de sociétés de personnes.
Quatre personnes sont requises pour les sociétés en commandite par action, sept personnes pour les SA.
La pluralité d'associé est donc parfois nécessaire à la constitution de la société et, quand elle est requise par la loi, elle doit aussi perdurer tout au long de la vie de la société sous peine de voir cette dernière être dissoute judiciairement à la demande de tout intéressé, si cette situation se perpétue à l'expiration d'un délai d'un an.
Le tribunal peut accorder un délai maximum de six mois pour régulariser la situation. Cette règle est non applicable i) en cas de réunion en une seule main de toutes les parts d'une SARL, qui devient dans ce cas, une EURL, ou ii)  en cas de réunion en une seule main de toutes les actions d'une SAS, qui devient une SASU (Société par actions simplifiée unipersonnelle).

#### L'affectio societatis
Pour la quasi-totalité des juristes, l'affectio societatis constitue un élément indispensable à la validité de la société ; qu'il s'agisse d'une société de droit ou d'une société créée de fait.
C'est l'élément moral du contrat de société. C'est l'intention de s'associer, c'est-à-dire la volonté d'agir ensemble dans un but commun qui est la réalisation et le partage du bénéfice. La présence ou l'absence de l'affectio societatis s'apprécie généralement par rapport aux comportements des associés, à leur investissement dans la vie de l'entreprise et sa gestion.
Pour la jurisprudence, c'est une collaboration effective à l'exploitation dans un intérêt commun, et sur un pied d'égalité avec les autres associés. Collaborer signifie concourir activement aux activités sociales, à l'administration des affaires sociales ou à son contrôle. Sur un pied d'égalité exclue qu'un associé soit subordonné à un autre.
L'existence de la société est conditionnée à cette notion. Il appartient à celui qui se prévaut de l'existence d'une société d'apporter la preuve de l'existence de cet élément.
C'est un concept à géométrie variable car créer une société avec un ami est différent du fait d'acheter des actions d'une SA « X » cotée en bourse.

#### L'obligation d'un apport
Chaque associé doit faire un apport. Le mot « apport » désigne à la fois une opération juridique et l'objet de cette opération :
- Une opération juridique : elle consiste à mettre à la disposition de la société des biens et droits, des connaissances, un savoir-faire ou son travail, en échange de droits sociaux (parts d'intérêts, parts sociales, actions). L'apport peut être fait en propriété ou ne porter que sur la jouissance des biens et droits.
- L'objet de cette opération juridique : le bien ou le droit procuré. Les apports ont tous en trait commun d'être destinés à permettre à la société de réaliser son objet social.

#### La vocation de chaque associé à une part du résultat social
Le droit de partager les bénéfices est le droit pour chaque associé de venir au partage du profit réalisé par la société, après qu'une décision sociale en a permis la distribution au moins partielle.
- Le partage d'un bénéfice : le dividende est la part du bénéfice distribuée et effectivement versée aux associés. Il se fera le plus souvent en numéraire ou en nature (nouveaux titres de la société, titres d'une tierce société détenus en portefeuille, ou tout autre élément d'actif).
- Le partage des pertes : en théorie, les pertes ne peuvent être constatées que lors de la dissolution de la société, puisque la valeur de certains biens varie en cours de société (immeuble, …). La pratique tend toutefois à les constater tous les ans, ce qui n'entraîne pas forcément l'obligation pour l'associé de les combler. La contribution au partage des pertes en cours de société se fait indirectement : un associé qui veut céder ses droits sociaux, et qui les vend à perte à la suite d'une dépréciation du titre due à la diminution de l'actif net de la société ; une diminution du capital en cours de société afin de rétablir la parité entre les valeurs nominale et réelles des titres, entraîne soit une diminution du nombre de titres détenus par chaque associé, soit une diminution de leur valeur nominale.

Le partage a normalement lieu en proportion de la valeur de l'apport sur le montant total du capital. Chacun des droits sociaux revient aux associés comme un droit, entre autres, à une quotité dans le résultat.
Les auteurs anciens et la jurisprudence étaient attachés au principe de l'égalité absolue des associés nonobstant l'importance respective des apports. L'article 1844-1 al.1 du code civil français énonce aujourd'hui le principe de la proportionnalité, mais cette règle est supplétive : les statuts peuvent prévoir d'autres modes de répartition, et peuvent même stipuler une répartition variable des bénéfices et pertes selon les associés.
Cet article prohibe toutefois les clauses léonines des statuts, excluant un associé de tout droit aux bénéfices ou l'exonérant de toute contribution aux pertes.

### Les statuts
L'article 1835 du code civil français (toutes les sociétés) et l'article L 210-2 du code de commerce (sociétés commerciales) énoncent les mentions devant figurer dans les statuts. À défaut, tout intéressé peut en demander la régularisation. La nullité n'est encourue que si le défaut de mention est dû à un vice du consentement.
Les statuts doivent être rédigés. S'il existe des apports d'immeubles, un acte notarié sera nécessaire. S'il n'existe pas d'immeuble, on a le choix entre rédiger un acte sous seing privé ou un acte authentique.
Les statuts comportent des mentions obligatoires pour toute société. Il s'agit de l'indication de la forme de la société, l'objet social, la dénomination social, le siège social, montant du capital social et durée de la société (la durée maximale d'une société est de 99 ans renouvelables indéfiniment).
Il existe également des mentions imposées par la loi, variables selon le type de société. De même, il existe des mentions facultatives qui sont diverses en fonction de la volonté des associés. On peut y trouver des clauses statutaires limitatives de pouvoirs qui concernent les pouvoirs des dirigeants et qui viennent encadrer les pouvoirs légaux qui lui sont attribués; ou une clause d'agrément de cession d'actions (instaurant le besoin d'un accord pour pouvoir vendre ses parts).
Toute clause spécifique et facultative est envisageable à condition qu'elle n'aboutisse pas à écarter une règle légale impérative.

## La sanction des irrégularités de constitution
Comme tout acte juridique irrégulier, une société irrégulièrement constituée s'expose à une nullité, qui en matière de société, n'est pas rétroactive : tous les actes conclus par la société depuis son origine peuvent être annulés. Cette solution étant injuste pour les associés non responsables de la nullité et pour les tiers en rapport avec la société, la loi permettait de régulariser la nullité pour éviter l'annulation, et si la cause de nullité ne pouvait pas être régularisée, la jurisprudence ne faisait jouer la nullité que pour l'avenir.
La loi du 24 juillet 1966 a réduit les cas de nullité : quand une cause de nullité se présente, une procédure de régularisation est prévue, et à défaut, la loi atténue les effets de la nullité tout en prévoyant un mécanisme de responsabilité des associés et fondateurs responsables de la nullité.

### Les causes de nullité
L'article 1844-10 du code civil français énonce : « la nullité de la société ne peut résulter que de la violation des dispositions des articles 1832 et 1833 ou de l'une des causes de nullité des contrats en général. »
- en cas d'absence de pluralité de personnes
- en cas d'absence d'apports
- en cas de non participation au résultat voire de carence de l'affectio societatis
- en cas d'incapacité, de vice du consentement, d'illicéité de la cause ou de l'objet
- dans tous les cas de fraudes

### L'action en nullité
Quand la cause de nullité existe, le sort de la société devient précaire, et dépend de la pugnacité de la personne titulaire du droit d'agir en nullité et de la longueur du délai de prescription de l'action.
Le délai de prescription a été fixé à 3 ans (art. 367 de la loi de 1966 pour les sociétés commerciales ; art. 1844-14 du code civil pour les sociétés civiles), pour éviter que la société ne reste trop longtemps exposée aux risques d'une action en nullité.
La société peut régulariser toutes les irrégularités sauf l'illicéité de l'objet de la société.

### Les effets de la nullité
La loi pose le principe de la non-rétroactivité de la nullité d'une société, qui ne joue que pour l'avenir, comme la dissolution de la société : la société nulle est liquidée conformément aux statuts. Ce principe a été posé par l'article 1844-15 al.1 du code civil, et l'article 368 de la loi du 24 juillet 1966, la loi ayant juste recopié les solutions jurisprudentielles existants en matière de sociétés de fait. Une telle société a été immatriculée, a fonctionné, puis a été annulée en justice pour vice de constitution mais continue à fonctionner : c'est une société de fait. 
La société devenue de fait se distingue de la société de fait. Elle a fonctionné régulièrement. Puis par l'épuisement de son objet social ou la survenance de son terme elle est arrivée à échéance. Mais les associés, au lieu de procéder à la dissolution, ont continué à exercer l'activité sociale. Ainsi la personnalité morale de la société s'est éteinte mais le contrat de société continue à régir les rapports entre associés. (1re civ, 13 décembre 2005).
Il ne faut pas confondre la société de fait (nullité) et la société devenue de fait (régulière mais dont la personnalité morale s'est éteinte).
Les sociétés de fait et créées de fait sont souvent confondues, à tort. Tandis que la première a été immatriculée puis dissoute en raison d'une irrégularité de constitution, la seconde n'a jamais été immatriculée et donc n'a jamais eu la personnalité morale. Elle n'est qualifiée de société qu'à l'occasion d'un litige judiciaire entre associés ou avec un tiers.
En vertu de ce principe, la société doit exécuter les obligations qu'elle a souscrites avant son annulation.

## La personnalité morale
Selon les articles 1842 du code civil (applicable à toutes sociétés) et L.210-6 du code de commerce (applicable spécifiquement aux sociétés commerciales), la société acquiert la personnalité morale à partir de son immatriculation. Elle acquiert une existence propre distincte de celle des associés. Donc comme tout individu personne physique, elle a une identité propre, un patrimoine propre ainsi que la capacité juridique pour accomplir en son propre nom les actes nécessaires à l'exercice de son activité.

### Les sociétés non immatriculées
Leur point commun est de ne pas avoir la personnalité juridique. Pour le reste, elles sont très hétérogènes : pour certaines, le défaut d'immatriculation n'est que provisoire (société en formation) ; pour d'autres, l'absence d'immatriculation est volontaire : les associés ont voulu constituer une société, mais ne veulent pas qu'elle acquière la personnalité juridique (société en participation) ; enfin, il peut s'agir d'une société qui ne parvient pas à se constituer (société créée de fait).

#### La société en participation
Une société en participation est une société légalement constituée, que les associés décident de ne pas immatriculer au registre du commerce et des sociétés. Une société en participation est dépourvue de personnalité juridique, et les actes accomplis par les associés sont soumis à un régime particulier.

#### La société créée de fait
La société créée de fait réunit tous les éléments du contrat de société, mais ne les révèle qu'à travers le comportement de deux ou plusieurs personnes travaillant ensemble, partageant le résultat de leur travail, et donnant l'impression d'être animés par un affectio societatis, entendu ici comme la manifestation de l'intention de partager les produits et charges résultants de l'activité.
La société de fait est une société qui continue à fonctionner après avoir été annulée par la justice à la suite d'un vice de constitution. Elle découle des dispositions relatives à la liquidation des sociétés frappées de nullité : c'est une société devenue de fait. La société de fait et la société créée de fait ont longtemps été confondu, mais ce n'est pas très grave dans la mesure où elles sont soumises au même régime juridique.
La société en formation se distingue de la société créée de fait par une activité surtout limitée aux opérations indispensables pour le début d'exploitation de l'entreprise commune. La société créée de fait se caractérise trois éléments : une activité dépassant les seuls actes nécessaires à la création de la société ; une activité importante ; une activité affectée d'une certaine durée. La jurisprudence ne fait pas un critère absolue de l'absence totale d'actes d'exploitation.
Depuis l'arrêt du 4 décembre 2001 les critères d'une activité importante et durable semblent avoir été remis en cause. Il suffit désormais que « l'activité dépasse les simples actes nécessaires à la constitution de la société » pour que la société en formation devienne une société créée de fait.
Pourtant, l'enjeu d'un distinction nette est de taille : les associés d'une société créée de fait sont tous engagés à l'égard des tiers à partir du moment où il a été prouvé que les associés ont agi conformément à l'une des trois exceptions présentées par le code civil à l'article 1872-1 alinéa 2. En effet, en principe et selon l'article 1873 du code civil la société créée de fait est régie par le régime de la société en participation (article 1871 du code civil) qui pose comme principe que seuls ceux qui ont contracté sont tenus à l'égard des tiers. Comme l'indique un arrêt de la chambre commerciale du 26 novembre 1996 ce n'est pas parce qu'une société est qualifiée de société créée de fait que tous les associés seront responsables : il faut démontrer une des exceptions de l'article 1871-1 du code civil. Dans une société en formation, seuls les associés qui ont personnellement agi (fondateurs ou par le biais d'un mandat) peuvent être tenus à l'égard des tiers.

### Les sociétés immatriculées
En principe, la personnalité morale naît du jour de l'immatriculation au RCS. Seules les sociétés civiles professionnelles échappent à cette règle : la personnalité juridique naît le jour de l'obtention de l'agrément ou de l'autorisation d'exercice nécessaire pour l'exploitation de la société. L'immatriculation permet d'informer les tiers de la naissance d'une nouvelle personnalité juridique, et de faire naître pour les tiers en relation avec elle un certain nombre de risques.
Il n'y a pas de délai pour faire immatriculer une société, mais tant que la procédure n'est pas engagée, il n'y a pas d'immatriculation : il n'y a pas de véritable personnalité morale (patrimoine, …), les droits sociaux ne peuvent pas être saisis, et les personnes désignées par les statuts ne peuvent pas revendiquer cette qualité ni agir au nom de la société.
Le greffier du Tribunal de commerce vérifie que le dossier est complet : le siège social indiqué au statut doit correspondre à l'adresse du local pour lequel la société fournit un titre locatif ou de propriété, les pièces, diplômes et actes administratifs nécessaires à l'exercice du commerce doivent être réguliers. C'est donc un contrôle de régularité formel.
Le décret du 30 mai 1984, modifié par celui du 10 avril 1995, donne des pouvoirs plus importants au greffier. L'article 30 al.3 lui permet d'examiner si les conditions de fond du contrat de société se trouvent réunies. Toutefois, on peut douter que le greffier aille au-delà du contrôle formel d'autant plus qu'il ne dispose que d'un délai de cinq jours ouvrables pour accepter ou refuser l'immatriculation, celle-ci étant réputée acquise, en l'absence de réponse, dès le 6e jour. S'il effectue l'immatriculation, il délivre un certificat qui en atteste, à la vue duquel la banque dépositaire des fonds constitutifs du capital est tenue de les débloquer au profit de la personne morale. S'il rejette la demande d'immatriculation, il doit notifier son refus dans le délai de cinq jours ouvrables en indiquant ses motifs et en précisant au demandeur qu'il a la faculté de saisir le juge.